# Motorola SLVR L6
El Motorola SLVR L6, o Motorola L6, es un teléfono móvil GSM fabricado por Motorola. Con un formato chocolatina ultrafino, fue por corto tiempo el modelo más delgado en Inglaterra, hasta ser superado por su competidor Samsung P300 (aún ostenta esa marca en países donde el Samsung no ha sido lanzado). Presenta además prestaciones interesantes como reproductor MP3, grabación y reproducción de vídeo, cámara digital y Bluetooth. Es básicamente una versión reducida del posterior Motorola SLVR L7 con todas sus funciones excepto el soporte de iTunes (sólo en EE. UU.), la capacidad de usar tarjetas MicroSD y una pantalla de 128 x 160 (en lugar de 176×220). Se entrega con un cargador dual 125/220 V por el puerto mini-USB. Una nueva versión de la L6 llamado L6i añade la función de radio FM.

## Especificaciones y características
- GSM 900 / 1800 / 1900 MHz (tribanda)
- Datos: GPRS clase 10 / WAP 2.0 (navegador con soporte xHTML).
- Lanzamiento: 2005
- Batería: Batería de iones de litio de 820 miliAmperios-hora.
  - Tiempo de espera: hasta 345 horas.
  - Tiempo de conversación: hasta 350 minutos.
- Pantalla: CSTN 128 x 160 píxels, 65 000 colores. Protegida por cristal antirayado.
- Tamaño: 113 x 49 x 10,9 mm.
- Peso: 86 gramos.
- Volumen: 56 cm³
- Carcasa: rectangular de formas redondeadas, extremadamente fina, con el teclado en plateado y el resto en varios colores (plata, azul, rojo...). En la trasera, bajo una cubierta conector de la batería y bajo ésta, alojamiento de la tarjeta SIM; en la parte superior, cámara digital de 0,3 megapixels (VGA 640 x 480); en la inferior, altavoz. En el frontal, bajo la pantalla, dos teclas de funciones en pantalla, D-Pad, teclas de colgar/descolgar y keypad telefónico estándar; en el lateral derecho de éste, micrófono. En el lateral izquierdo, tecla PTT. En el lateral derecho, tecla de cámara y conector mini-USB (se usa para datos, recarga y conexión del kit de manos libres por cable).
- Conectividad: USB, Bluetooth 1.2, GPRS clase 10 (4+1 / 3+2 slots, entre 32 y 48 kbit/s), WAP 2.0
- Antena: todas internas.
- Tarjeta SIM: interna, de tamaño corto.
- Memoria: 10 MiB
- Mensajes: SMS con iTap, MMS, mensajería instantánea.
- Timbres: polifónicos (24 canales) y MP3, grabación de voz.
- Multimedia: reproductor MP3 y vídeo MPEG-4.
- Cámara de lente fija y 0,3 megapíxels, con capacidad de captura de vídeo.
- Java: J2ME integrado y con un juego (varía entre zonas). Capacidad de instalar nuevos por el puerto USB, Bluetooth, navegación o mensajería.
- Otras prestaciones: llamada en espera, lista de llamadas emitidas (10) / recibidas (10) / perdidas (10), agenda de 500 entradas + SIM, vibración, alarma, calculadora, Push to talk (PTT). El teléfono puede configurarse para el USB en modo datos (para Windows aparece como un módem USB y es accesible su memoria para las Motorola Phone Tools).